# とのさまラボ
とのさまラボ (tonosamalabo)
ロボットエバンジェリストの西田寛輔を代表とした団体。スマートスピーカーやロボットの専門分野にて広く活動を行っている。